# Морсилья из Аранды-де-Дуэро
Морсилья из Аранды-де-Дуэро — разновидность морсильи, традиционного продукта испанской провинции Бургос — испанской кровяной колбасы. Считаясь гастрономическим сердцем провинции Бургос, Аранда-де-Дуэро славится особым способом приготовления морсильи и её подачи к столу: с красным вином Рибера дель Дуэро и традиционным хлебом.
Главным отличием от бургосской морсильи является недобавление мяса и добавление пряных трав в качестве специй таких как: зира, чёрный перец и корица. Кроме того, морсилья из Аранды отличается двойным приготовлением: до набивания колбасы и после, а состоит на 45 % из лука, 20 % риса, 16 % жира, 14 % свиной крови.

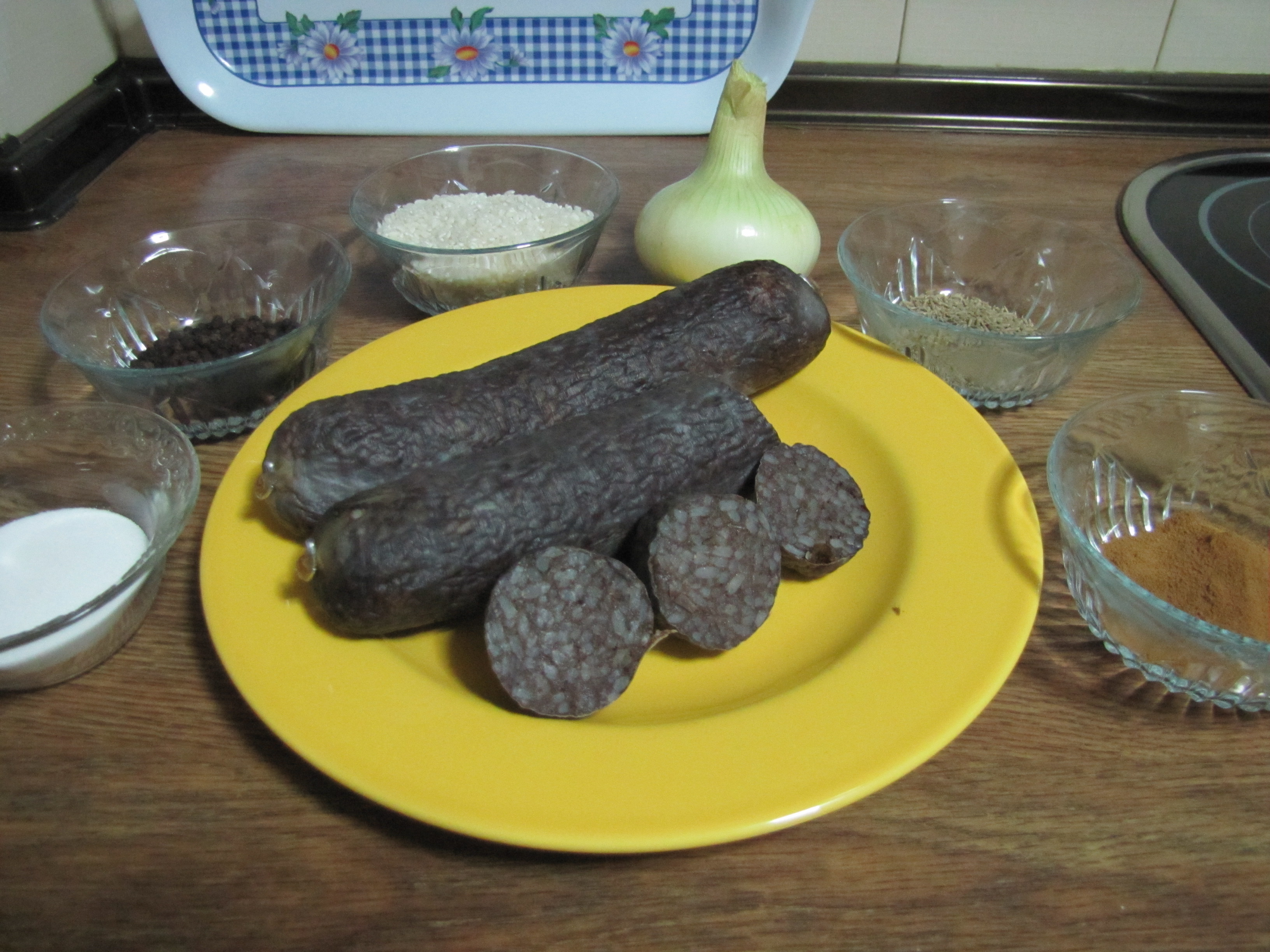
Морсилья из Аранды в окружении своих основных ингредиентов
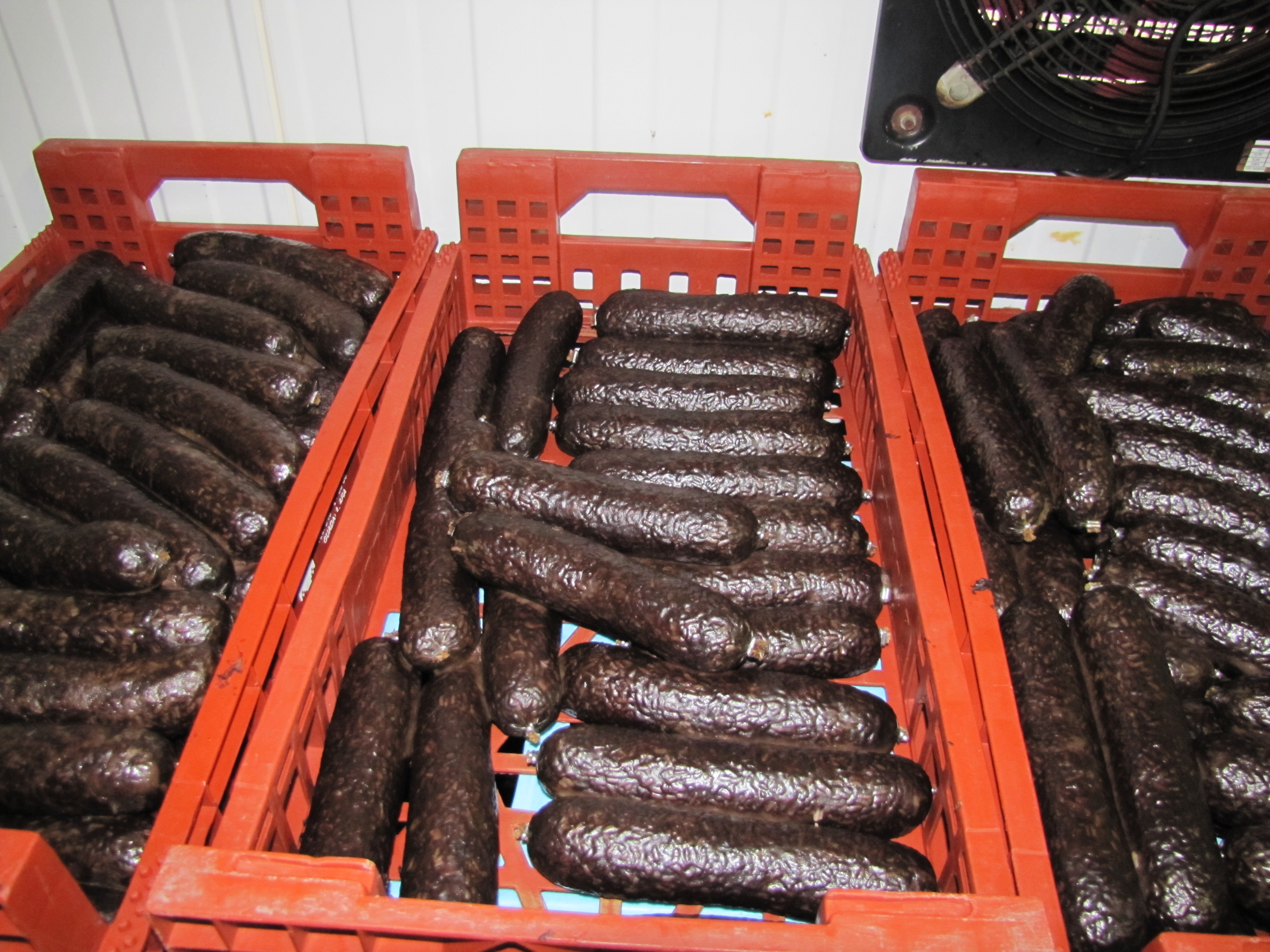
Готовая морсилья